# Patrick Groc
Patrick Groc (Neuilly-sur-Seine, 6 settembre 1960) è un ex schermidore francese, vincitore di una medaglia di bronzo nella scherma ai giochi olimpici.